# Gadmerwasser
Das Gadmerwasser ist ein 17,6 Kilometer langer rechter Nebenfluss der Aare im Schweizer Kanton Bern. Sie entwässert das Gadmertal und ihre Seitentäler im Berner Oberland, ein Gebiet von 168,85 Quadratkilometern.

## Geographie

### Verlauf
Das Gadmerwasser entspringt am Nordhang des Giglistock (2900 m ü. M.) und fliesst hauptsächlich in südwestliche Richtung durch das waldige Gadmertal.
Der Fluss nimmt schon früh wichtige Zuflüsse auf, darunter den Giglibach, das 5,8 km lange am Steingletscher entspringende Steinwasser und das am Wendengletscher entspringende Wendenwasser. Es passiert nun die Ortschaft Gadmen, durchfliesst das Ausgleichsbecken Fuhren und nimmt bei Milistalden von links das Triftwasser und wenig später den Hauptzufluss Gentalwasser aus dem Gental auf.
3,6 Flusskilometer später mündet das Gadmerwasser bei Innertkirchen von rechts in die Aare.
Der etwa 17,6 Kilometer lange Lauf des Gadmerwassers endet ungefähr 1621 Höhenmeter unterhalb seiner Quelle, es hat somit ein mittleres Sohlgefälle von etwa 9,2 %.

### Einzugsgebiet
Das 168,85 km² grosse Einzugsgebiet des Gadmerwassers liegt in den Urner Alpen und wird durch es über die Aare und den Rhein zur Nordsee entwässert.
Es besteht zu 19,0 % aus bestockter Fläche, zu 16,4 % aus Landwirtschaftsfläche, zu 0,7 % aus Siedlungsfläche und zu 63,9 % aus unproduktiven Flächen.
Die Flächenverteilung
Die mittlere Höhe beträgt 2097 m ü. M., die minimale Höhe liegt bei 621 m ü. M. und die maximale Höhe bei 3473 m ü. M.

### Hydrologischer Hauptstrang
Direkter Vergleich beim Zusammenfluss:
| Name         | Länge in km | Einzugsgebiet in km² | mittlerer Abfluss in m³/s |
| ------------ | ----------- | -------------------- | ------------------------- |
| Gadmerwasser | 3,1         | 5,7                  | 0,45                      |
| Steinwasser  | 6,8         | 24,3                 | 1,98                      |

Das Steinwasser ist beim Zusammenfluss länger als das Gadmerwasser, es hat ein grösseres Einzugsgebiet und einen grösseren mittleren Abfluss (MQ). Es ist somit Teil des hydrologischen Hauptstrangs.

### Zuflüsse
- Talegglibach (rechts)
- Giglibach (Gletscherbach) (links)
- Steinwasser (rechts)
- Schwarzenbrunnengraben (rechts)
- Wendenwasser (rechts)

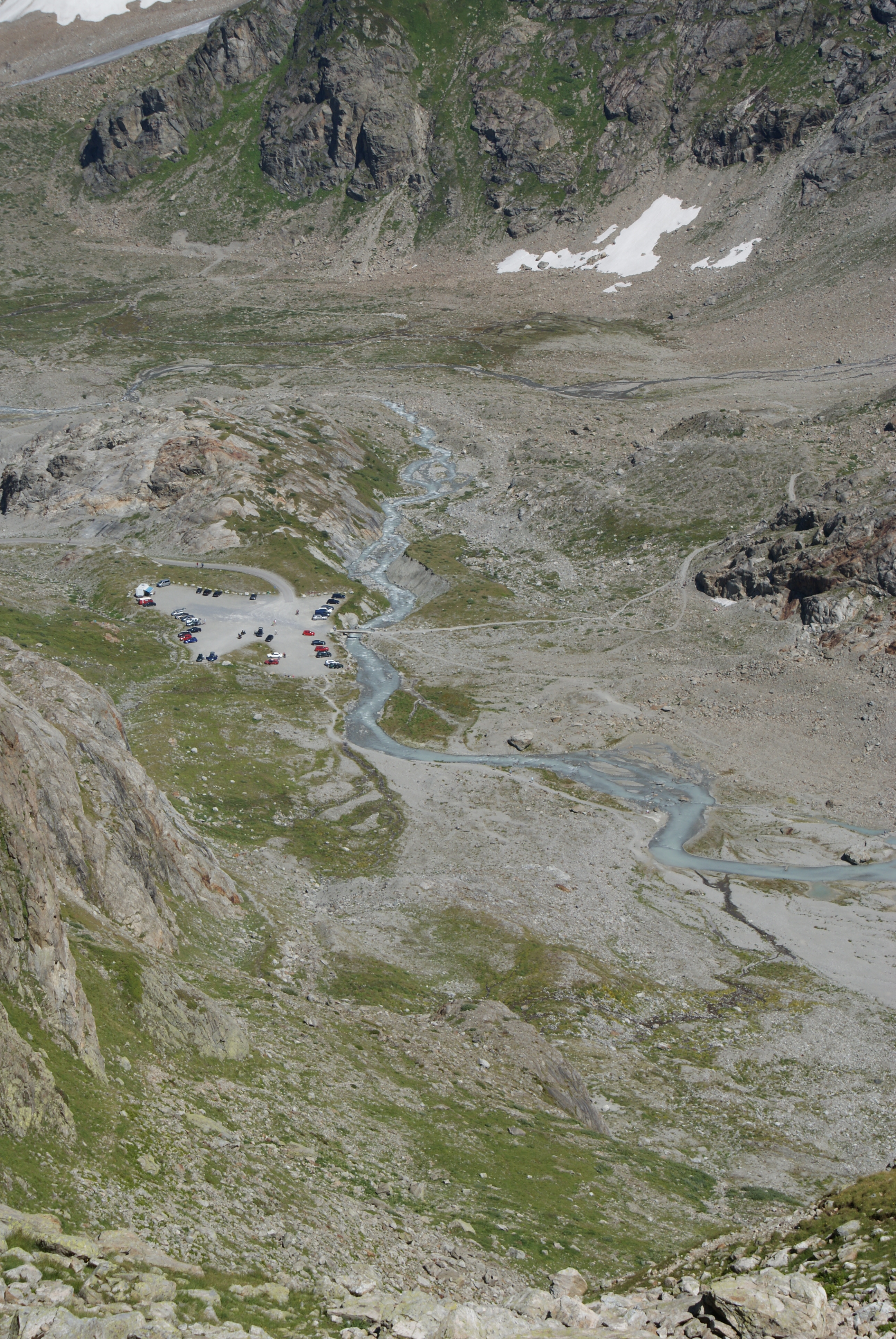
Das Steinwasser

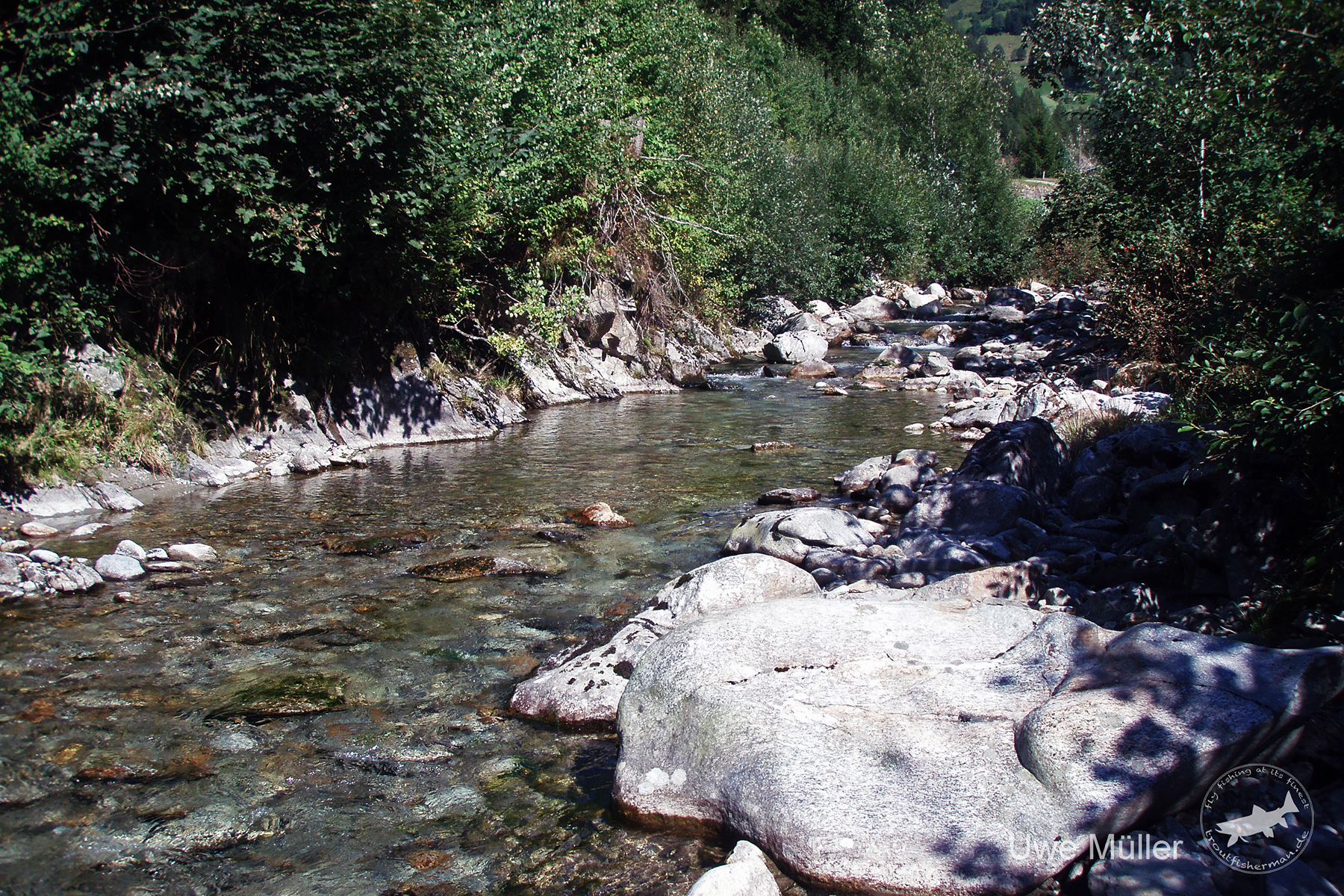
Das Triftwasser

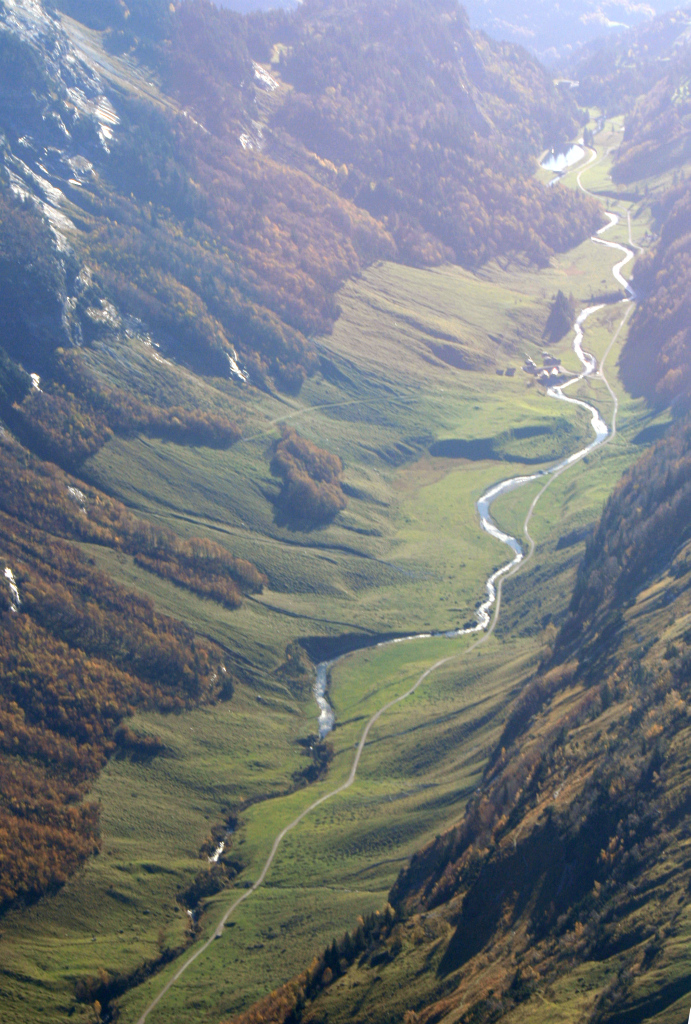
Das Gentalwasser

- (Bach aus dem) Wanglauenen (links)
- Spreitbach (rechts)
- Bindenbach (rechts)
- Bielenweidbach (rechts)
- Sitegraben (rechts)
- Farlauigraben (links)
- Inner Flüeligraben (rechts)
- Üsser Flüeligraben (rechts)
- (Bach aus der) Schaftellaui (links)
- Troifbach (links)
- Sattelgraben (rechts)
- Eggeltigräbli (rechts)
- Sattelweid-Graben (rechts)
- Tiefengraben (rechts)
- Staldigraben (rechts)
- Triftwasser (links)
- Firschlachtgraben (links)
- Nessentalgraben (rechts)
- Äbnetbach (links)
- Chriisbiomgraben (links)
- Nessenlouwigraben (links)
- Gentalwasser (rechts)
- Flielibächli (links)
- Lymböimbächli (rechts)
- Moosbächli (rechts)

## Hydrologie
Bei der Mündung des Gadmerwassers in die Aare beträgt seine modellierte mittlere Abflussmenge (MQ) 11,57 m³/s. Sein Abflussregimetyp ist a-glacio-nival und seine Abflussvariabilität beträgt 13.

## Brücken
Auf seinem Weg führen 25 Brücken über den Fluss. Das Gadmerwasser wird fünfmal von der neuen Sustenstrasse (Hauptstrasse 11) überquert. 

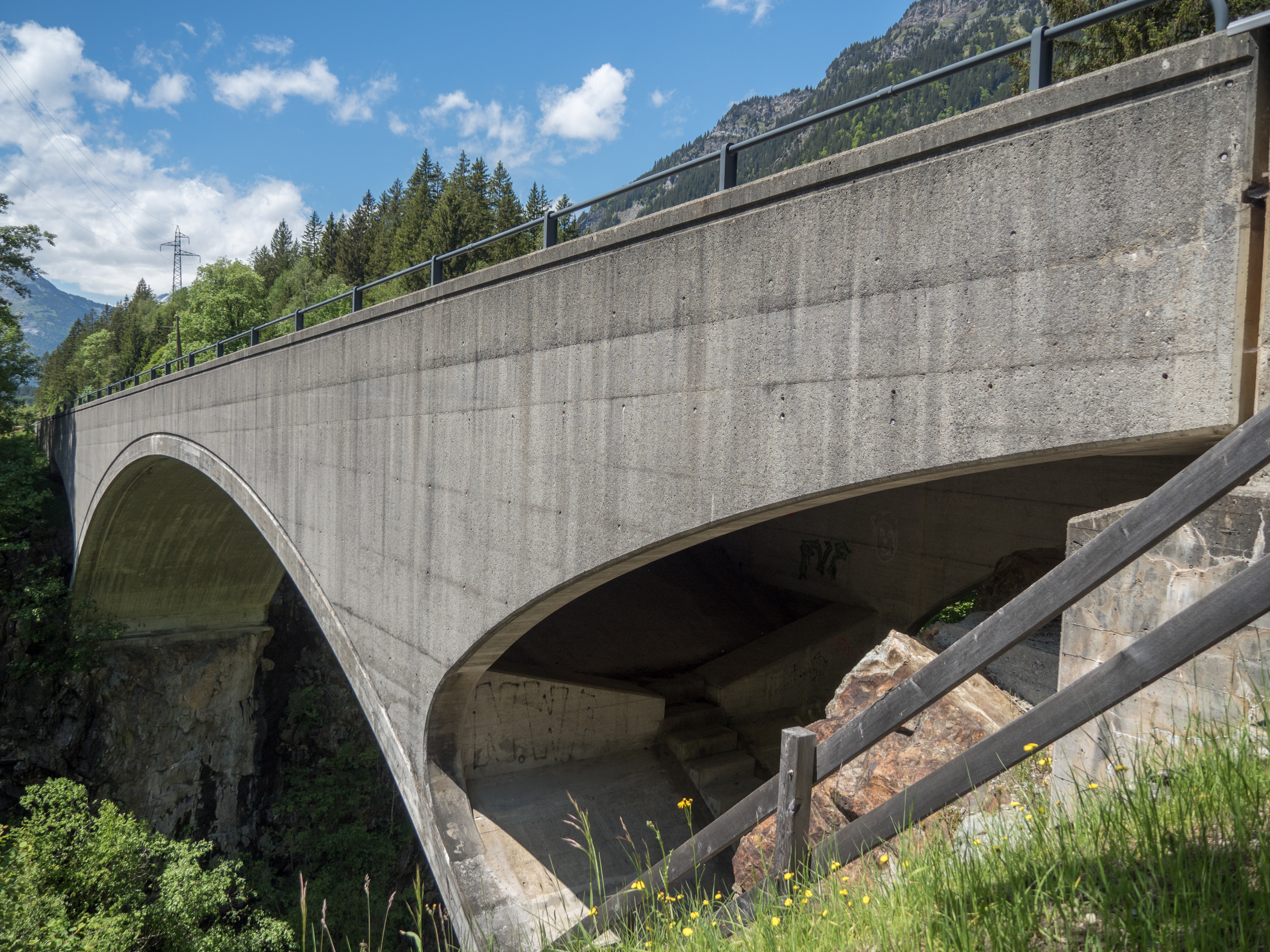
Schwendibrücke an der Sustenstrasse bei Nessental
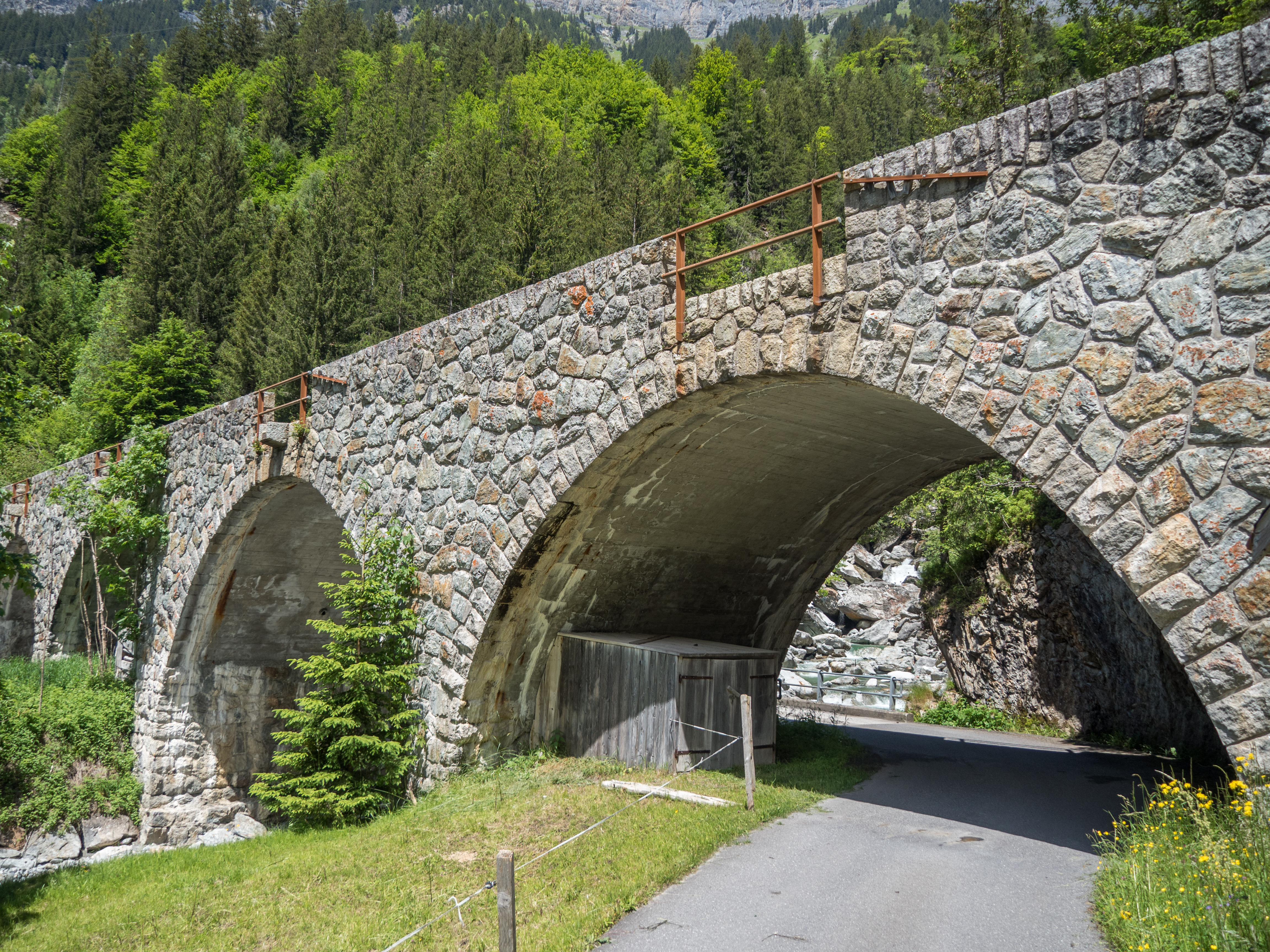
Marmorsägebrücke an der Sustenstrasse bei Nessental
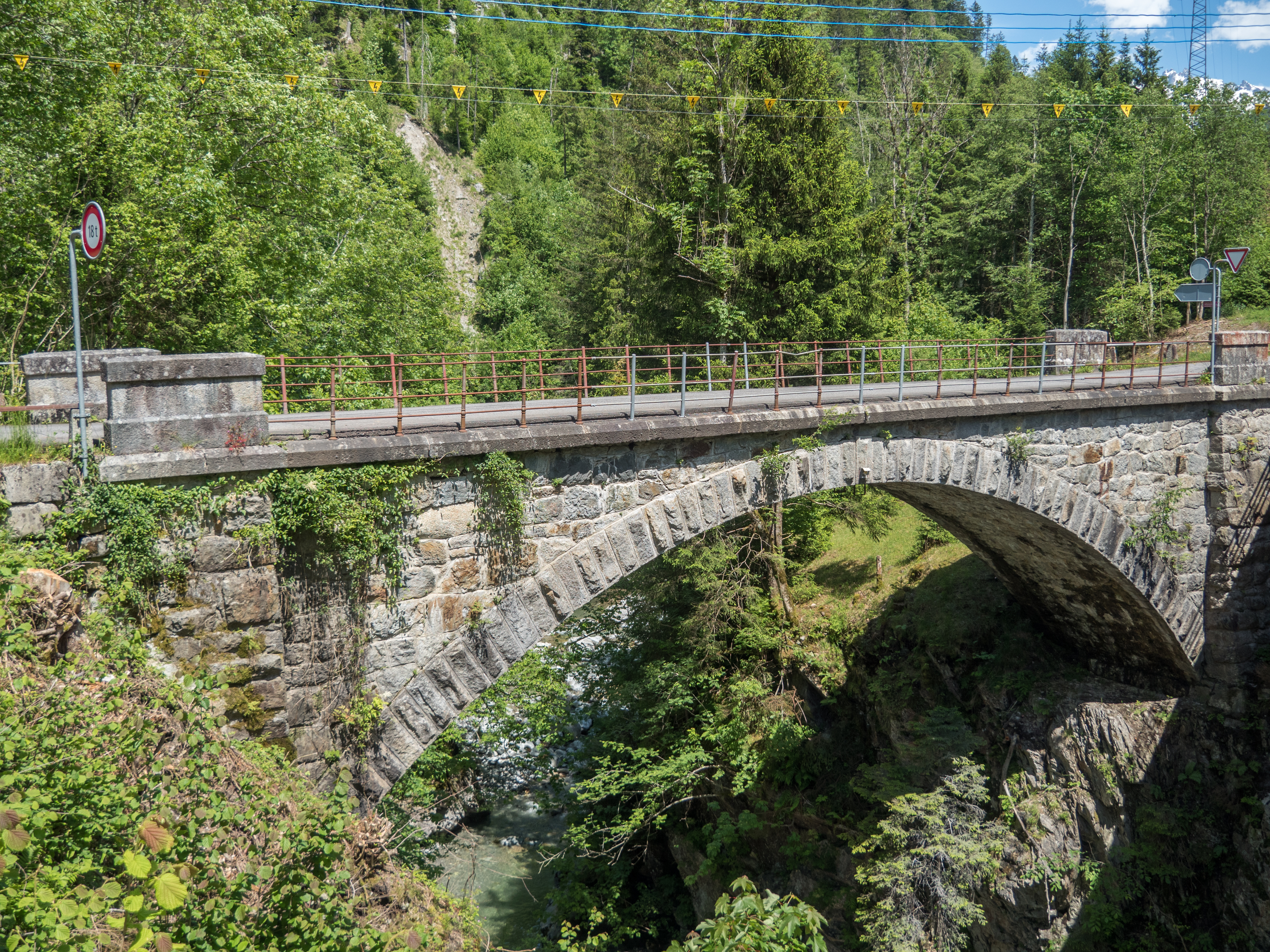
Engstlenalpbrücke am Eingang zum Gental
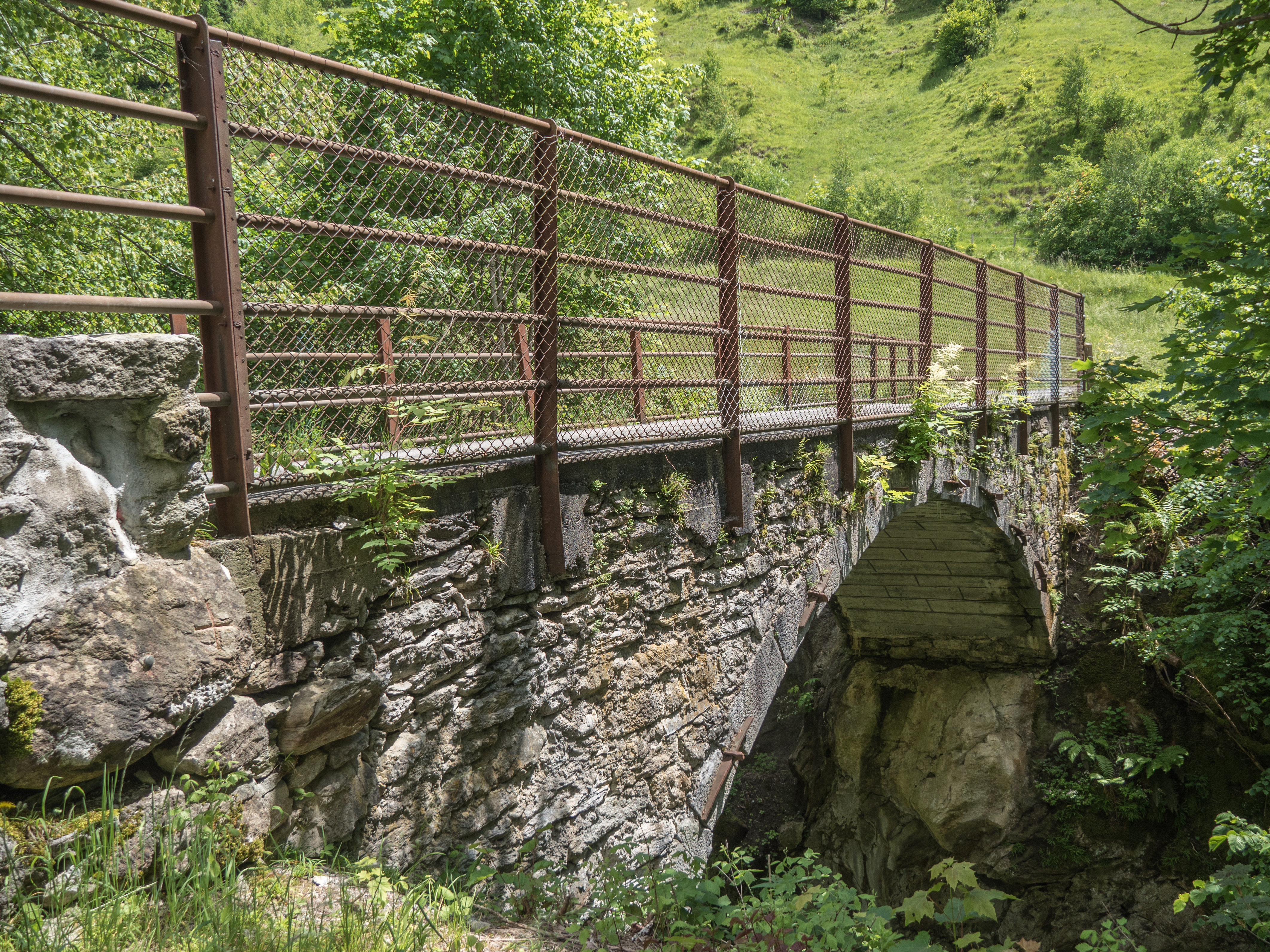
Schützenswerte Steinbogenbrücke von 1811 bei Hinderfieli
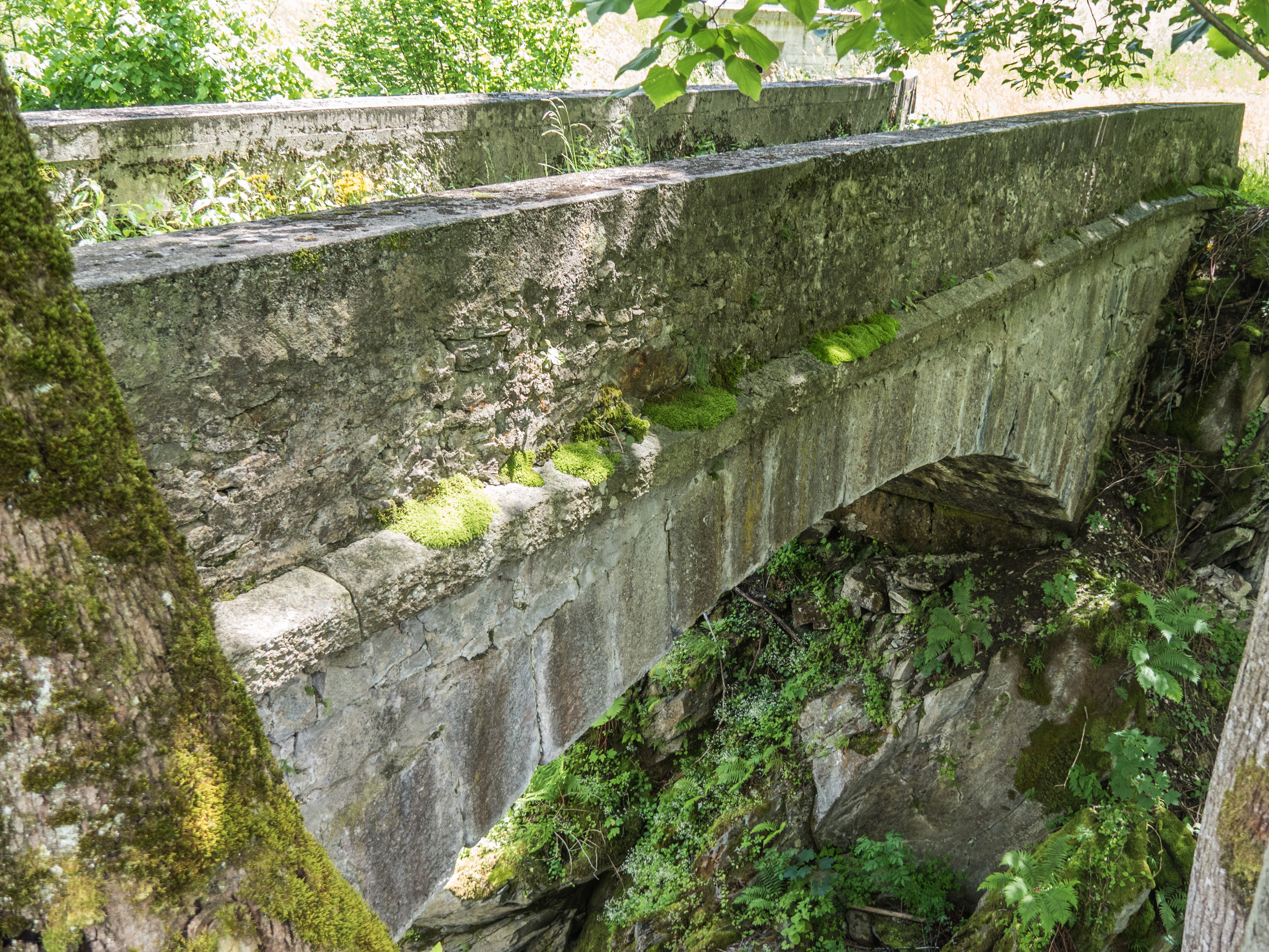
Schützenswerte Steinbogenbrücke von 1845 bei Wyler
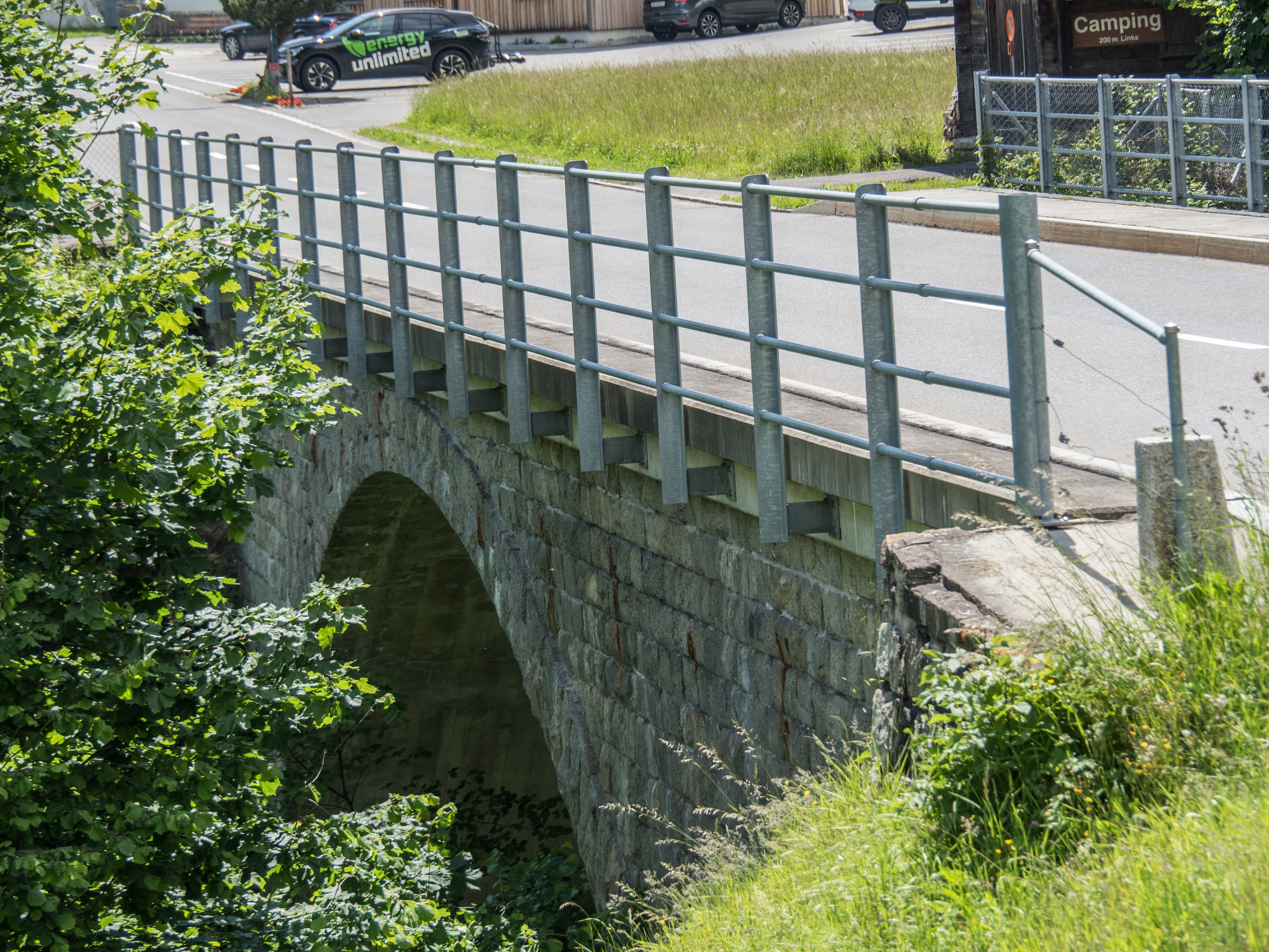
Schützenswerte Steinbogenbrücke von 1938 an der Sustenstrasse bei Wyler
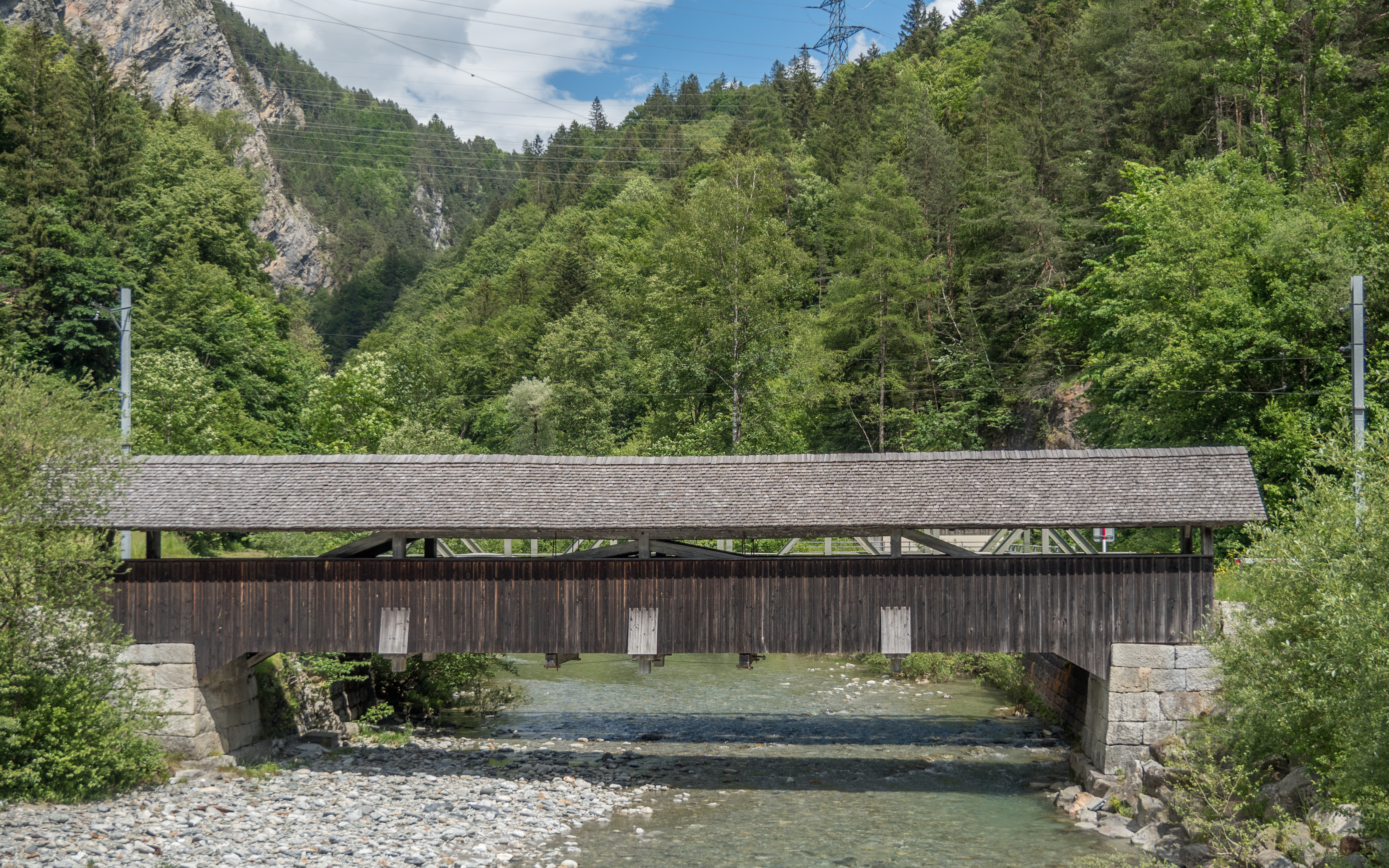
Gedeckte Holzbrücke von 1869 bei Innertkirchen